# Орден Заслуг Хуана Пабло Дуарте
Орден Заслуг Хуана Пабло Дуарте – высшая государственная награда Доминиканской Республики до 1954 года.

## История
Орден был учреждён 24 февраля 1931 года и вручался за выдающиеся заслуги перед государством.
Назван орден был в честь первого президента Доминиканской Республики, борца за её независимость Хуана Пабло Дуарте.
9 сентября 1954 года орден был реорганизован в орден За заслуги Санчеса, Дуарте и Меллы.

## Степени
- Орденская цепь – отличительный знак Президента Доминиканской Республики.

Орден имеет шесть классов в гражданском и военном дивизионах:
- Кавалер Большого креста с золотой звездой – вручается главам иностранных государств, бывшим президентам и вице-президентам.
- Кавалер Большого креста с серебряной звездой – вручается депутатам Парламента, судьям Верховного суда, государственным министрам, послам, архиереям церкви.
- Гранд-офицер – вручается высокопоставленным правительственным чиновникам.
- Командор – вручается губернаторам провинций, ректорам высших учебных заведений и академий, и другим гражданам, приравненным к данной номенклатуре.
- Офицер – профессорам университетов и академий, директорам школ, офицерам в звании не ниже полковника, и другим гражданам, приравненным к данной номенклатуре.
- Кавалер – вручается остальным категориям граждан.

## Описание
Знак ордена представляет собой крест пате белой эмали с шариками на концах и со вписанным в него прямым крестом синей эмали. Между плеч креста штралы, состоящие из пяти разновеликих двугранных лучиков. В центре круглый медальон белой эмали с погрудным изображением Хуана Пабло Дуарте, вокруг которого надпись: вверху «JUAN PABLO DUARTE», внизу «• HONOR Y MERITO •».
В центральном медальоне реверса рельефное изображение государственного герба Доминиканской Республики.
Знак ордена при помощи переходного звена в виде оливкового венка крепится к орденской ленте. В случае награждения военного на венок накладываются два скрещённых меча.
Звезда ордена аналогична знаку, но большего размера. Вокруг центрального медальона наложен оливковый венок. В случае награждения военного на лавровый венок, под изображением бюста Хуана Пабло Дуарте, накладывают два перекрещенных меча.
Лента ордена белого цвета с широкой синей полосой по центру и маленькими синими полосками, отстающими от края.